# Fritz Geise
Fritz (Ernst Friedrich Simon) Geise (* 19. Januar 1871 in Tintrup nahe Blomberg; † 21. November 1966 in Detmold) war ein deutscher Politiker der DDP und Chronist des Zweiten Weltkrieges.
Er war Mitglied des Landespräsidiums des Landes Lippe vom 10. März 1926 bis 1930. Zuvor arbeitete er als Volksschullehrer und hat ab 1922 die Aufsicht über das lippische Berufsschulwesen geführt. Ab 1932 erhielt er die Stellung eines Schulrates und wurde im April 1933 zwangspensioniert.
Er verfasste während des Zweiten Weltkrieges eine fast 1000 Seiten starke Chronik, die er der Stadt Lage vermachte.